# Sergej Kuď-Sverčkov
Sergej Kuď-Sverčkov (* 23. srpna 1983 Bajkonur, Kazašská SSR, SSSR) je rusko-kazachstánský inženýr a od roku 2010 kosmonaut.

## Život
Narodil se 23. srpna 1983 ve městě Bajkonur v Kazašské SSR. V roce 2006 dokončil Moskevskou státní technickou univerzitu v oboru specialista v raketovém inženýrstvím. Od srpna 2006 pracoval jako inženýr v RKK Energija. V roce 2010 byl vybrán jako kosmonaut. Od srpna 2012 po dokončení dvouletého základního výcviku byl dostupný na výběr účastni expedice na ISS.

### Expedice 63/64
V květnu 2020 byl vybrán na Expedici 63/64 jako letecký inženýr. Start proběhl 14. října 2020 lodí Sojuz MS-17 spolu se Sergejem Ryžikovem a Kathleen Rubinsovou. Posádka ve stejné lodi přistála 17. dubna 2021.